# Ferdinando Porta
Ferdinando Porta (Milan, 1687 - 1763) est un peintre italien de la période du baroque tardif.

## Biographie
Ferdinando Porta est le fils d'Andrea Porta, un portraitiste milanais célèbre ; il a été surtout actif à Milan où il s'est formé au contact du courant baroque du Settecento. 
Entre 1737 et 1738 il reçoit une importante commande concernant la décoration à fresque de l'anti-chapelle San Vittore in Ciel d'Oro de l'église Sant'Ambrogio de Milan où, grâce à l'expérience acquise au contact de Giambattista Tiepolo, il réalise sur sa voûte les Scènes de vie de saint Ambroise, les Saints Casto et Polimio et la Gloria di San Vittore, encadrées par les peintures illusionnistes d'Antonio Longone.
Par la suite il s'installe à Corbetta, au Palais Brentano, où il peint à fresque certains plafonds avec des thèmes mythologiques, collaborant avec des artistes comme Mattia Bortoloni et Giovanni Angelo Borroni.
Le graveur Francesco Londonio a été un de ses élèves.

## Œuvres
- Assomption, église Santa Maria al Paradiso, Milan
- Femme avec enfant (v. 1738), 8 × 6 cm, Musée Poldi Pezzoli,
- Peintures du Duomo de Milan
- Peintures du Duomo de Monza
- Fresques, Palazzo Dugnani, Milan

église Sant'Ambrogio, Milan
- Scènes de vie de saint Ambroise, (1737 - 1738),
- Saints Casto et Polimio
- Gloria di San Vittore,